# František Jan Mošner
František Jan Mošner (německy Johann Franz Moschner; (25. července 1797 Dolní Mrač u Benešova – 3. února 1876 Kroměříž) byl český lékař, autor lékařské literatury, profesor chirurgie a babictví olomouckých lékařských studií a rektor olomoucké univerzity.

## Život
Mošner se narodil v rodině konopišťského zahradníka a díky podpoře otcova zaměstnavatele, hraběte z Vrtby, mohl vystudovat medicínu.
Mošner dokončil studia na Lékařské fakultě v Praze pod Antonínem Jungmannem v roce 1826 (magistr porodnictví & doktor medicíny a chirurgie), pak působil jako druhý porodní asistent v porodním domě (už od 1824) a později jako asistent na klinice porodnictví. Později byl městským lékařem v Benešově.
V roce 1829 se stal profesorem porodnictví a chirurgie lékařských studií olomoucké univerzity. V Olomouci byl také ředitelem nalezince a porodnice. Přestože byl původem český Němec, tak se na univerzitě přidal k Čechům, a publikoval i v českém jazyce (například první českou učebnici porodnictví). V průběhu revolučního roku 1848 byl pak po boku Jana Helceleta a Ignáce Jana Hanuše jedním z předních členů Slovanské lípy. V Olomouci vyučoval do roku 1874, kdy odešel na odpočinek do Kroměříže (v téže době došlo také k uzavření lékařských studií). V Kroměříži bydlel na Riegrově náměstí č.p.136 (Lampartovský dům nyní č.p. 133) u své dcery Marie provdané za Jana Kozánka. V tomto domě také zemřel a je pohřben na kroměřížském hřbitově. V Olomouci je po něm pojmenována ulice.
Jeho dílo Pěstounka podle některých badatelů inspirovala Boženu Němcovou k sepsání díla Babička.

## Dílo
- Babictwj (učebnice porodnictví), Olomouc 1837 (2. vyd. jako Babictwj, čili Umění porodnické, 1848 - dostupné online)
- Anleitung zur Hebammenkunst, 1849
- Pěstounka, 1851 (2. vyd. jako Pěstounka čili spůsob vychovávání dítek mimo školu, 1874)